# La Maxe
Maxe – miejscowość i gmina we Francji, w regionie Grand Est, w departamencie Mozela.
Według danych na rok 1990 gminę zamieszkiwało 735 osób, a gęstość zaludnienia wynosiła 97 osób/km² (wśród 2335 gmin Lotaryngii Maxe plasuje się na 467. miejscu pod względem liczby ludności, natomiast pod względem powierzchni na miejscu 783.).